# Madison Center
Madison Center is een plaats (census-designated place) in de Amerikaanse staat Connecticut, en valt bestuurlijk gezien onder New Haven County.

## Demografie
Bij de volkstelling in 2000 werd het aantal inwoners vastgesteld op 2222.

## Geografie
Volgens het United States Census Bureau beslaat de plaats een oppervlakte van
5,4 km², geheel bestaande uit land.

## Plaatsen in de nabije omgeving
De onderstaande figuur toont nabijgelegen 'incorporated' en 'census-designated' plaatsen in een straal van 24 km rond Madison Center.